# Vicente Martínez Alama
Ne pas confondre avec Vicente Martínez Duart, un autre joueur du FC Barcelone.
Vicente Martínez Alama, (en catalan, Vicenç Martínez), né le 12 janvier 1925 à Barcelone (Catalogne, Espagne) et mort le 2 octobre 2018, est un footballeur espagnol qui jouait au poste de défenseur latéral gauche. Il est le deuxième plus jeune joueur de l'histoire à avoir débuté en Liga sous le maillot du FC Barcelone à l'âge de 16 ans et 280 jours.

## Biographie
Vicente Martínez commence le sport en pratiquant la boxe comme ses frères Miguel et Manuel, mais bientôt il abandonne les rings pour les terrains de football. Il commence à jouer à la Penya Acció Catòlica de Collblanc, puis au Racing de Sants, club avec lequel il est champion de Catalogne. Il rejoint ensuite le FC Barcelone.
Au Barça, il joue avec des footballeurs tels que Fernando Argila, Josep Seguer, Francesc Calvet ou Mariano Gonzalvo. Vicente Martínez débute avec le FC Barcelone à l'âge de 16 ans et 280 jours lors d'un match sur le terrain du Real Madrid le 19 octobre 1941 (défaite 4 à 3). Le onze initial du Barça est : Fernando Argila; Vicente Martínez, Benito, Francesc Calvet; Josep Raich, Domènec Balmanya; Jaume Sospedra, Gràcia, Mariano Martín, Joaquín Navarro et Orriols.
En 1942, il est prêté au CE Sabadell où il joue pendant deux saisons : la première en deuxième division, puis ayant obtenu la promotion, il joue la saison 1943–1944 en première division.
Lors de la saison 1944–1945, il retourne au FC Barcelone de José Samitier, mais une grave blessure du menisque l'empêche de s'imposer au Barça. Celui qui avait été son entraîneur lors de sa première saison au Barça, Juan José Nogués, le fait venir au Gimnàstic de Tarragona, club où il vit ses meilleures années de footballeur avec une promotion en deuxième division puis une autre en première division. Il joue ensuite deux saisons en première division (1947–1948 et 1948–1949).
À l'âge de 24 ans, il signe avec la Balompédica Linense pour deux saisons, mais il n'en joue qu'une seule car sa famille est à Barcelone et en plus il connaît le malheur de perdre un fils.
Il termine sa carrière de footballeur à l'UE Sant Andreu puis de nouveau au Gimnàstic de Tarragone en 1953.